# Lélekvándorlás
A lélekvándorlás, latin szóval a reinkarnáció (= újra megtestesülés) vagy görög szóval metempszükhószisz  (ókori görög: μετεμψύχωσις) filozófiai és vallási fogalom, amely fő tana, hogy folytonosság van az egymást követő életek között, egy élőlény a fizikai halála után új életet kezd más fizikai formában vagy más testben, azaz valamilyen módon újjászületik.
A reinkarnáció az indiai eredetű vallások központi tétele, nevezetesen a dzsainizmus, a hinduizmus, a buddhizmus és a szikhizmus vallásoké. A tan megtalálható volt az ókori görögöknél, a manicheizmusban és a gnoszticizmusban, valamint a modern, nyugati ezoterikában, a teozófiai és antropozófiai szellemi irányzatokban is megjelenik. Központi tétele a pogányságnak és az újpogányság legtöbb változatának is. Vannak viszont olyan hindu, buddhista vagy pogány csoportok, amelyek nem hisznek a reinkarnációban, de hisznek a túlvilágban.

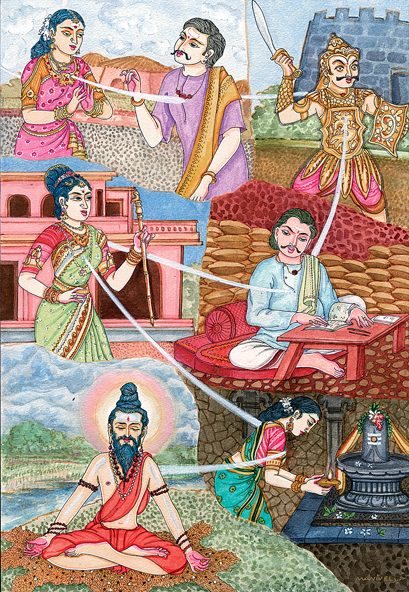
A reinkarnáció ábrázolása a hindu művészetben

Bár a kereszténységen és az iszlámon belüli felekezetek és csoportok túlnyomó többsége nem hisz benne, e vallásokon belül is találunk olyanokat, akik elfogadták a reinkarnációt. Ezen csoportok közé tartoznak a katharok, az alaviták, a drúzok, és a rózsakeresztesek fő áramlatú történelmi és kortárs követői. Előfordul a modern judaizmus számos irányzatában is.
Egyes keleti vallások szerint az újjászületések sorozata, az ún. szanszára mindaddig folytatódik, amíg az életek során az egyén meg nem szabadul minden karmájától, el nem éri a tökéletességet, a nirvána állapotát.

## Történelem
Az ókori ind művek, például a Katha-upanisad és a Bhagavad-gíta egyértelműen a lélek halhatatlansága és a lélekvándorlás mellett tesznek hitet.
A lélek nem ismer sem születést, sem halált. Soha nem keletkezett, nem most jön létre, és a jövőben sem fog megszületni. Születetlen, örökkévaló, mindig létezik és ősi, s ha a testet meg is ölik, ő akkor sem pusztul el.
Nyugaton az ókori görög filozófusok közül az egyik legkorábbi képviselője Püthagorasz volt, majd Szókratész és Platón sorolható azok közé, akik a reinkarnációt szervesen beépítették tanításaikba. 
Egyes kutatók úgy vélik, hogy Püthagorasz a szíroszi Ferekidisz  tanítványa volt  és tőle vette át, mások szerint a reinkarnáció gondolatát az orfizmus doktrínájából merítette.
- Püthagorasz: Lélekvándorlás

Platónt ismételten foglalkoztatta, hogy mi történik a lélekkel közvetlenül a halál után, mielőtt új testbe költözik. Nézete szerint hosszú időszakok telnek el a halál és az újjászületés között. Közben megfeledkezik korábbi életéről és megismeri az isteni ideáknak megfelelő gondolkodás alapfogalmait – az igazságosság, az erkölcs, a bölcsesség, a szeretet lényegét stb.
- Platón: Lélekvándorlás

A korai kereszténység idején a gnosztikus irányzatok – annak ellenére, hogy az Egyház keményen harcolt ellenük – is terjesztették a lélekvándorlás tanát. 
Órigenész, a korai keresztény egyház egyik atyja és tudósa így írt a 3. században:
A gonoszra való hajlam miatt bizonyos lelkek... testet öltenek, először emberit, majd oktalan szenvedélyeik miatt –emberi életük kiszabott idejének letöltése után – különféle állatokká változnak, ahonnan tovább süllyednek... a növényi élet szintjére. Ebből az állapotból ugyanazokon a szinteken keresztül újra felemelkednek, és visszahelyeztetnek mennybéli állapotukba.
Órigenész és Alexandriai Kelemen a középső platonizmus nyomán feltételezte a lélek preegzisztenciáját. Az Órigenésznek tulajdonított tanítások egyike szerint a lélek tisztán a szellemi szabadság kedvéért teremtetett, a bűn következményeként viszont tisztulási és nevelődési folyamatra ítéltetett a testi létezésben. Mivel ez a nézet tagadta az ember egységét és a bűn jelenségének tekintette az emberi testet, és – ha reinkarnációt valló nézetekkel párosul – nem ismerte el az emberi élet egyszeriségét, ezért 553-ban a keresztény egyház tanítóhivatala elítélte.
Az antik világban igen elterjedt volt a reinkarnáció tana; a manicheizmusban is a fő hittételek közé tartozott.  Szent Ágoston, aki csatlakozott ehhez a valláshoz, mielőtt katolikus hitre tért, szintén nyitott volt a lélekvándorlás gondolata iránt.
A zsidó misztikus irányzat, a kabbalisztika több helyen is közöl múlt- és jövőbeli életekkel kapcsolatos ismereteket. Az iskola egyik alapkönyvében, a Zóhárban ez áll:
A lelkeknek vissza kell térniük a legfelsőbb szubsztanciába, ahonnan származnak. De ennek végrehajtásához minden tökéletességet ki kell fejleszteniük, amelynek csírája el van ültetve bennük, s ha ezt az állapotot egy élet leforgása alatt nem tudják elérni, akkor egy újat kell kezdeniük, majd megint egy újat, s így tovább egészen addig, míg el nem érik azt az állapotot, amely alkalmassá teszi őket az Istennel való újraegyesülésre.
Az Egyetemes Zsidó Enciklopédia szerint a haszid zsidóknak is ehhez hasonló a hitük.
A pogány európai népek, a kelták, a germánok  és a magyarok ősvallására jellemző volt a lélekvándorlásba vetett hit. Az amerikai indiánok nagy része, – a majákat és peruiakat is beleértve – hitt a lélekvándorlásban.  Az ausztráliai arandák minden újszülöttben
valamely ősüknek reinkarnációját látták.
Nyugaton a reneszánsz korában újra feléledt az érdeklődés a reinkarnáció iránt. A tan felélesztésében kiemelkedő szerepe volt az akkori Itália egyik vezető filozófusának és költőjének, Giordano Brunonak, akit végül az inkvizíció máglyáján égettek meg nézetei miatt.
A transzcendentalizmus mozgalmában Emerson így írt: A világ nagy misztériuma az, hogy minden tovább él; nem semmisül meg, csupán egy időre eltűnik a szem elől, majd ismét visszatér. Emerson könyvtárának sok ősi filozófiai műve közül a Katha-upanisadokat is idézi: A lélek nem születik, nem hal meg, senkinek sem a terméke. Meg nem született, örök, s ha a test el is pusztul, a lélek soha.
Oroszországban Lev Tolsztoj gróf ezt írta: Ahogyan jelenlegi életünkben álmok ezreit éljük át, úgy jelenlegi életünk is csupán egy a sok ezer ilyen élet közül, amelybe egy másik, valóságosabb életből lépünk be... és amelybe visszatérünk halálunk után.
A 20. század hajnalán Paul Gauguin, a nyugat egyik legnagyobb hatású művészét is magával ragadta a reinkarnáció gondolata. Tahitin töltött utolsó éveiben írt arról, hogy amikor a fizikai organizmus felbomlik, a lélek tovább él. Ezt követően – írja – felvesz egy másik testet, s érdeme vagy érdemtelensége szerint felemelkedik vagy lesüllyed. A művész szerint nyugaton először Püthagorasz tanította a folytonos újjászületés tanát, amit az ősi India bölcseitől ismert meg.
Az amerikai autómágnás, Henry Ford egy ízben így nyilatkozott: A reinkarnáció tanát huszonhat éves koromban fogadtam el... A zsenialitás nem más, mint tapasztalat. Néhányan azt hiszik, hogy adottság vagy tehetség, de valójában sok-sok élet hosszú tapasztalatának a gyümölcse. Fordhoz hasonlóan gondolkozott George S. Patton, amerikai tábornok is, aki szerint a hadi tudományokban való jártasságát az ősi csatamezőkön szerezte.
Carl Gustav Jung, az egyik legnagyobb hatású modern pszichológus vezette be az örök én fogalmát, amely életek hosszú sorát használja fel arra, hogy az én és a tudat legmélyebb rejtelmeit megértse. Jól el tudnám képzelni – írja Jung – hogy éltem már régebbi évszázadokban, és itt olyan kérdésekbe ütköztem, amelyeket akkor még nem tudtam megválaszolni, hogy újra kellett születnem, mert a rám bízott feladatot nem teljesítettem.

## Antropozófiai értelmezés
A Rudolf Steiner által alapított antropozófia szerint az ember testből, lélekből és szellemből áll. A test az átöröklésnek, a lélek a karmának, a szellem pedig az újratestesülésnek, a reinkarnációnak van alávetve. Nem a lélek reinkarnálódik, születik ismétlődő módon testbe, hanem a szellemet hordozó individuum, az emberi én, mégpedig a lelkileg megélt karmának megfelelően. A természet egyéb birodalmaiban nincs reinkarnáció, ezért az ember kizárólag emberként testesülhet csak meg. (Az állatok nem reinkarnálódnak, mert nincs individuális énjük. Minden állatfajnak egyetlen individuuma van, aki a faj egyedeinek testeit nem hagyja el soha. Ha mégis elhagyja, akkor a faj kihal, vagyis az állati csoport-én földi testek, állati egyedek nélkül él tovább a lelki világban.)
Az ember magasabb énje, individuuma reinkarnálódik, nem a személyiség. A testbe született ember a testi élete révén egy alacsonyabb ént fejleszt ki a magasabb én másaként, akit személyiségnek nevezhetünk. A személyiség azonban minden halál után elveszti létét, feloldódik a világban, miközben a hozzá tartozó, illetve a benne lévő lelki és szellemi élményeket a magasabb én a halál és újraszületés közötti időben magába építi, mely által az individuum egyre gazdagabbá válik és tovább fejlődik.
Az ismétlődő megtestesülések közötti idő nagyon sok mindentől függ, de alapvetően több száz (kb. 700-800) év telik el közöttük. Sok kivétel is akad. A megtestesülések közötti időtartam és testet öltés időpontja sok mindentől függ. Függhet a kor sajátos viszonyaitól; a földi, természeti, kulturális viszonyok változásának mértékétől és sebességétől; magának az individuumnak a legutóbbi földi életétől, élményeitől, meghiúsult szándékaitól. Például egy gyerekkori halál után viszonylag csak rövid idő telik el az újabb testet öltésig. A jelenlegi korban  egyébként általában kevesebb idő telik el két megtestesülés között, aminek az az elsődleges oka, hogy a külső, materiális, technikai fejlődés különösen felgyorsult. 100 év elteltével annyira megváltozik az ember mesterséges környezete, hogy egy újbóli földi életben annyi új tapasztalatot szerezhet az ember, mint régebben talán egy 800 év után bekövetkező inkarnációban sem. (Ez magyarázatot ad a földi népesség jelenlegi nagy számára is.) A reinkarnáció az emberi fejlődést szolgálja, ami egyrészt a minden embert érintő változásokon, másrészt az egyedi élmények megélésén alapul. Eszerint az ember korszakról korszakra kisebb vagy jelentősebb mértékben eltérő tudatállapotokat él meg. A szabályos fejlődés érdekében minden ilyen tudatállapotot meg kell tapasztalnia, ezért nagyjából a tavaszpont precessziós mozgásának 1/12-nyi ideje (kb. 2160 év alatt) alatt legalább kétszer meg kell testesülnie, többnyire egyszer férfiként, egyszer pedig nőként. (Lásd még: kultúra.) Másrészt az egyéni karma kiegyenlítése, az egyéni sors is újabb és újabb reinkarnációkat tesz szükségessé.
Jelenleg az emberi fejlődés reinkarnációk sorozatában történik.[forrás?] Ez nem mindig volt így.[forrás?] A testet öltések sora a távoli múltban kezdődött és egy nem is olyan távoli jövőben meg fog szűnni.[forrás?] De az ember a megtestesülések előtt is létezett és ezek megszűnése után is létezni fog, csak más létfomákban.[forrás?]
Az antropozófia gyakorlati útmutatásokkal, lelki-szellemi gyakorlatokkal is szolgál saját korábbi inkarnációink megismerésére. Több ismert személyiség individuumának előző megtestesüléseit is leírja.
Több vallásban is megjelenik a Test, lélek, szellem hármasság. "A lélek zengése" című, illetve "Az értelem puha fészke" című könyv így tálalja ennek a hármasságnak az összetevőit: A test egy megtapasztalási eszköz erre a háromdimenziós világra. A lélek egy hardware egység, ami az információkat tárolja, vezérli a testet illetve gondolkodásra képes. A szellem pedig a lélekben levő szoftver. Ez a szoftver egy emlékekből, ismeretekből, ösztönökből, cselekvési-gondolati mintákkal átszőtt összesség.

## Hinduizmus
"Mindenki tudja, hogy "én nem ez a test vagyok". Bárki tapasztalja. Csak ostobaságból gondolkoznak az emberek másként, valójában mindenki tudja, hogy léte nem egyenlő a testével. Ezt nagyon könnyen tapasztalhatjuk. Én létezem. Megértem, hogy léteztem csecsemőtestben, gyermektestben és ifjútestben is. Olyan sok testben léteztem már. Talán most középkorú vagy öregember testében élek. Ugyanígy az életemben is sokszor cseréltem már testemet, mégsem vagyok azonos egyikkel sem."'' (Śrīla Prabhupāda)
A reinkarnáció tana igen ősi, akár a Védák. Az újraszületés tana szerint minden ember olyan helyzetbe születik, amelyet múltbeli karmái formáltak. A fizikai test meghal és felbomlik, de az ember tetteinek lenyomata megmarad. Újra kell születnie ahhoz, hogy ezeknek a (jó vagy rossz) tetteknek a gyümölcsét learassa. A hinduizmus alapján a lélekvándorlás célja a jobbá válás és a tökéletesedés. Ez készíti fel az embert a végső felismerésre, amely kiszabadítja őt a születés és a halál körforgásából. A lélek vándorlása mindaddig folytatódik, míg el nem éri a végső megszabadulást, hogy egyesüljön a Legfelsőbb Önvalóval, Brahmannal.

## Buddhizmus
A buddhizmusban a szamszára a folyamatosan ismétlődő születések és halálok sorozata. A tudatnak karmikusan vezényelt folytonossága van az életek között, és a buddhizmus tagadja hogy létezik olyan önmagában létező én (lélek), amely a tudatosságok alanya lenne. A buddhista karma-tan alapján az újjászületésnek öt vagy hat osztálya lehet – az irányzattól függően.

## Dzsainizmus
A dzsainák szemében a karma felhalmozódott akadály, s véleményük alapján a dzsíva (lélek) újjászületése azonnali és közvetlen. 

## Egyéb
Bizonyos természeti népeknek is vannak a szakirodalomban reinkarnáció néven említett hiedelmeik (egyes eszkimó és ausztrál bennszülött csoportok), ezeknek sok olyan sajátossága lehet, amely a keleti vallásokétól eltér. Például (a reinkarnációban való hit meglététől vagy hiányától függetlenül) a természeti népek – igencsak változatos – hiedelemvilágának nem feltétlenül része az, hogy az egyéni érdemnek kiemelt jelentősége lenne a halott további sorsának alakulásában. Az egyes csoportok elképzelései nagy változatosságot mutathatnak, még akkor is, ha rokon nyelvet beszélőkre szorítkozunk. Például míg a réz eszkimóknál és a karibu eszkimóknál reinkarnáció jellegű elképzelésekkel találkozhatunk, addig más eszkimó csoportok szerint a halál után egy másik világban folytatott lét következik. Az éles szembeállítást finomítja az, hogy sok eszkimó kultúrában az embernek több lelket tulajdonítanak, ld. még kettős lélek képzet.

## Kritika
A reinkarnációban hívők a következő problémával nem foglalkoznak: A Föld népessége igen meredeken emelkedik. Ezért nehezen található minden egy adott korszakban élő embernek előző életbeli személy megfeleltetés. Egyesek szerint a jelenleg elő emberek legnagyobb része földön kívüli civilizációban élt előző életében.
A reinkarnációs feltételezést nem támasztják megfelelően alá kísérletek.	
Legtöbb helyen regressziós hipnózissal próbálják igazolni 
A regressziós hipnózisban az alany könnyen szuggerálható 
hogy több Hollywoodi filmnél jobb meséket képzeljen el, 
ami álmunkban is megtörténik. Az emberi képzelőerő nagyon erős – lásd regények, színház, filmek – a beleélő 
képességünk nagyon nagy, ezért élvezzük a fentieket, a hipnózis pedig a valóság ellenőrző 
funkciót kapcsolja ki az agyunkban először.  Archiválva 2016. október 2-i dátummal a Wayback Machine-ben
Semmilyen komoly igazolható információ nem szerepelt ezekben a kísérletekben. 
Hasonlót kitalálni, előző információk alapján pedig (ha a hasonlóra a mérésünk nem túl pontos) 
ez az emberi neuron-háló alapműködésének lényege.
Az hogy nem tudta, nem jelenti azt hogy nem találhatott bele, főleg ha a találat mérése pontatlan. 
Ha pontatlan vagy történelem könyvekből ismert az információ akkor másképp is megtudhatta (akár a hipnotizőrtől, metakommunikációval ). Kettős vak kísérlet nem igazolja.

## A Bibliában
A Biblia tagadja a lélek halhatatlanságát. Bár az első emberpár megteremtésekor halhatatlanná lett, Ádámnak és Évának csak feltételes volt a halhatatlansága. A halhatatlanság még nem volt az övék; csak a lehetősége állt előttük annak, hogy azt végleg megszerezzék; de a bűnesettel elvesztették azt. A Biblia ismételten egy alvásnak nevezi a halál utáni állapotot. Amikor az ember meghal, teste visszatér a földbe, ahonnan származik, lelke, azaz "az élet lehelete" pedig visszaszáll Istenhez, aki adta azt. 
De a Biblia is beszél egy újramegtestesülésről, éspedig a végítélet előtti feltámadáskor.